# Тоншаевский район
Тонша́евский район — административно-территориальное образование (район) в Нижегородской области России. В рамках организации местного самоуправления ему соответствует Тоншаевский муниципальный округ (с 2004 до 2020 гг. — муниципальный район).
Административный центр — рабочий посёлок Тоншаево. Это самый северный и удалённый от областного центра район: от Нижнего Новгорода до Тоншаева около 320 километров.

## География
Территория района граничит на западе с городским округом города Шахунья Нижегородской области, на севере, востоке и юге — с Шабалинским, Котельничским, Тужинским, Свечинским, Кикнурским районами (муниципальными округами) Кировской области.
Площадь района — 2353,10 км².

### Климат
Главными факторами, определяющими климат Тоншаевского района, является, прежде всего, его северная географическая широта 57° 31' — 58° 2' и восточная долгота 46° 45' — 47° 45'. Так как район расположен в северной заволжской части области, то его климат сильно отличается от климата её южной части. Район относится к зоне избыточного увлажнения.
Средняя температура самого холодного месяца — января: −13 °C, абсолютные минимумы достигают -48 °C. Самого тёплого — июля: +18 °C, абсолютные максимумы до +37 °C.↵В зависимости от влияния циклонов преобладает ветер юго-западного направления. Среднегодовое количество осадков 550-600 мм.

## Население
| 1939    | 1959    | 1970    | 1979    | 1989    | 2002    | 2008    | 2009    | 2010    |
| ------- | ------- | ------- | ------- | ------- | ------- | ------- | ------- | ------- |
| 27 257  | ↗38 289 | ↘26 262 | ↘21 707 | ↘19 588 | ↗20 038 | ↘18 984 | ↘18 895 | ↗20 219 |
| 2011    | 2012    | 2013    | 2014    | 2015    | 2016    | 2017    | 2018    | 2019    |
| ↘20 150 | ↘19 835 | ↘19 557 | ↘19 298 | ↘19 018 | ↘18 922 | ↘18 878 | ↘18 730 | ↘18 572 |
| 2020    | 2021    |         |         |         |         |         |         |         |
| ↘18 274 | ↘14 823 |         |         |         |         |         |         |         |

### Урбанизация
Городское население (рабочие посёлки Пижма, Тоншаево и Шайгино) составляет 59,62 % от всего населения района.

## Административно-муниципальное устройство
В Тоншаевский район, в рамках административно-территориального устройства области, входят 9 административно-территориальных образований, в том числе 3 рабочих посёлка и 6 сельсоветов.
| № | Административно- территориальное образование | Административный центр   | Количество населённых пунктов | Население (чел.) | Площадь (км²) |
| - | -------------------------------------------- | ------------------------ | ----------------------------- | ---------------- | ------------- |
| 1 | рабочий посёлок Пижма                        | рабочий посёлок Пижма    | 13                            | ↘4260            | 410,02        |
| 2 | рабочий посёлок Тоншаево                     | рабочий посёлок Тоншаево | 16                            | ↘5197            | 275,18        |
| 3 | рабочий посёлок Шайгино                      | рабочий посёлок Шайгино  | 1                             | ↘862             | 13,17         |
| 4 | Березятский сельсовет                        | деревня Березята         | 8                             | ↘447             | 197,22        |
| 5 | Кодочиговский сельсовет                      | деревня Кодочиги         | 8                             | ↘1031            | 264,42        |
| 6 | Ложкинский сельсовет                         | село Вякшенер            | 9                             | ↘636             | 309,91        |
| 7 | Одошнурский сельсовет                        | посёлок Буреполом        | 6                             | ↘4901            | 551,79        |
| 8 | Ошминский сельсовет                          | село Ошминское           | 10                            | ↘570             | 252,52        |
| 9 | Увийский сельсовет                           | деревня Большие Селки    | 9                             | ↘370             | 78,87         |

Первоначально на территории Тоншаевского района к 2004 году выделялись 3 рабочих посёлка и 7 сельсоветов. В рамках организации местного самоуправления в 2004—2009 гг. в существовавший в этот период Тоншаевский муниципальный район входили соответственно 10 муниципальных образований, в том числе 3 городских и 7 сельских поселений. В 2009 году был упразднён Большекувербский сельсовет, подчинённый рабочему посёлку (включён в городское поселение рабочий посёлок Пижма). Законом от 29 апреля 2020 года Тоншаевский муниципальный район и все входившие в его состав поселения были упразднены и объединены в Тоншаевский муниципальный округ.

## Населённые пункты
В Тоншаевском районе 80 населённых пунктов, в том числе три посёлка городского типа (рабочих посёлка) и 77 сельских населённых пунктов.
| №  | Населённый пункт        | Тип             | Население | Административно- территориальное образование |
| -- | ----------------------- | --------------- | --------- | -------------------------------------------- |
| 1  | Березята                | деревня         | ↘97       | Березятский сельсовет                        |
| 2  | Большая Куверба         | деревня         | ↗228      | рабочий посёлок Пижма                        |
| 3  | Большая Лумарь          | деревня         | ↘1        | Кодочиговский сельсовет                      |
| 4  | Большая Пустошка        | деревня         | ↘1        | Ложкинский сельсовет                         |
| 5  | Большие Ашкаты          | деревня         | ↘87       | Ложкинский сельсовет                         |
| 6  | Большие Луги            | деревня         | ↘6        | рабочий посёлок Тоншаево                     |
| 7  | Большие Селки           | деревня         | ↘276      | Увийский сельсовет                           |
| 8  | Большой Буреполом       | деревня         | ↘46       | Одошнурский сельсовет                        |
| 9  | Большой Лом             | деревня         | ↘30       | рабочий посёлок Тоншаево                     |
| 10 | Большой Одошнур         | деревня         | ↘102      | Одошнурский сельсовет                        |
| 11 | Буреполом               | посёлок         | ↗3233     | Одошнурский сельсовет                        |
| 12 | Веселово                | деревня         | ↗16       | Ошминский сельсовет                          |
| 13 | Вича                    | деревня         | ↘6        | рабочий посёлок Тоншаево                     |
| 14 | Ворожцово               | деревня         | →0        | Ошминский сельсовет                          |
| 15 | Воскресенское           | деревня         | →42       | Березятский сельсовет                        |
| 16 | Втюринское              | деревня         | ↘5        | рабочий посёлок Пижма                        |
| 17 | Вякшенер                | село            | ↗269      | Ложкинский сельсовет                         |
| 18 | Гагаринское             | деревня         | ↘206      | Березятский сельсовет                        |
| 19 | Горинцы                 | деревня         | ↘12       | рабочий посёлок Пижма                        |
| 20 | Дупляки                 | деревня         | ↘29       | Ложкинский сельсовет                         |
| 21 | Енаево                  | деревня         | ↘24       | рабочий посёлок Пижма                        |
| 22 | Заошминцы               | деревня         | →2        | Ошминский сельсовет                          |
| 23 | Зотово                  | деревня         | ↘8        | рабочий посёлок Тоншаево                     |
| 24 | Ивановское 1-е          | деревня         | ↘0        | Ложкинский сельсовет                         |
| 25 | Кировский               | посёлок         | ↗257      | рабочий посёлок Тоншаево                     |
| 26 | Кодочиги                | деревня         | ↘242      | Кодочиговский сельсовет                      |
| 27 | Колдырята               | деревня         | ↘18       | Увийский сельсовет                           |
| 28 | Коржавино               | деревня         | ↘0        | Ошминский сельсовет                          |
| 29 | Красное Александровское | деревня         | →2        | рабочий посёлок Тоншаево                     |
| 30 | Крутик                  | деревня         | ↘0        | Ошминский сельсовет                          |
| 31 | Крутогор                | деревня         | ↘0        | рабочий посёлок Пижма                        |
| 32 | Куженер                 | деревня         | →55       | рабочий посёлок Тоншаево                     |
| 33 | Кузенер                 | деревня         | ↘1        | Ошминский сельсовет                          |
| 34 | Кузьминское             | деревня         | ↘0        | рабочий посёлок Пижма                        |
| 35 | Лесоучастка Арбинский   | посёлок         | ↘86       | Увийский сельсовет                           |
| 36 | Ломина                  | деревня         | ↘12       | Кодочиговский сельсовет                      |
| 37 | Лопатино                | деревня         | ↗45       | рабочий посёлок Тоншаево                     |
| 38 | Луговка                 | деревня         | ↘2        | Увийский сельсовет                           |
| 39 | Малая Лумарь            | деревня         | →1        | Кодочиговский сельсовет                      |
| 40 | Малое Тоншаево          | деревня         | ↗102      | рабочий посёлок Тоншаево                     |
| 41 | Малокаменское           | деревня         | ↘75       | Березятский сельсовет                        |
| 42 | Малые Ашкаты            | деревня         | ↘1        | Ложкинский сельсовет                         |
| 43 | Малые Луги              | деревня         | ↘38       | рабочий посёлок Тоншаево                     |
| 44 | Малые Селки             | деревня         | ↘26       | Увийский сельсовет                           |
| 45 | Малый Буреполом         | деревня         | ↗15       | Одошнурский сельсовет                        |
| 46 | Малый Лом               | деревня         | ↘94       | Березятский сельсовет                        |
| 47 | Малый Одошнур           | деревня         | ↘12       | Одошнурский сельсовет                        |
| 48 | Марково                 | деревня         | ↘2        | Ошминский сельсовет                          |
| 49 | Матвеевское             | деревня         | ↗46       | Березятский сельсовет                        |
| 50 | Маяки                   | деревня         | ↘29       | рабочий посёлок Пижма                        |
| 51 | Мирянга                 | деревня         | ↘2        | Кодочиговский сельсовет                      |
| 52 | Ошары                   | деревня         | ↘194      | рабочий посёлок Тоншаево                     |
| 53 | Ошминское               | село            | ↘681      | Ошминский сельсовет                          |
| 54 | Пекшик                  | деревня         | ↘6        | Увийский сельсовет                           |
| 55 | Пижма                   | рабочий посёлок | ↘3597     | рабочий посёлок Пижма                        |
| 56 | Писари                  | деревня         | ↘11       | Кодочиговский сельсовет                      |
| 57 | Письменер               | деревня         | ↗15       | Ложкинский сельсовет                         |
| 58 | Письменер               | село            | ↗63       | Ложкинский сельсовет                         |
| 59 | Плащенер                | деревня         | →2        | Увийский сельсовет                           |
| 60 | Пурлы                   | деревня         | ↘82       | рабочий посёлок Пижма                        |
| 61 | Ромачи                  | деревня         | ↘56       | Увийский сельсовет                           |
| 62 | Средние Луги            | деревня         | ↘6        | рабочий посёлок Тоншаево                     |
| 63 | Сухой Овраг             | деревня         | ↗295      | Ложкинский сельсовет                         |
| 64 | Тоншаево                | рабочий посёлок | ↘4397     | рабочий посёлок Тоншаево                     |
| 65 | Трёхречье               | деревня         | ↗7        | Березятский сельсовет                        |
| 66 | Трифоново               | деревня         | →9        | рабочий посёлок Тоншаево                     |
| 67 | Трошонки                | деревня         | ↘31       | рабочий посёлок Пижма                        |
| 68 | Фадеево                 | деревня         | ↘0        | рабочий посёлок Пижма                        |
| 69 | Фирстово                | деревня         | ↘2        | рабочий посёлок Тоншаево                     |
| 70 | Чёрный Курнуж           | деревня         | ↘1        | Березятский сельсовет                        |
| 71 | Шайгино                 | рабочий посёлок | ↘844      | рабочий посёлок Шайгино                      |
| 72 | Шатташкем               | деревня         | ↘1        | Кодочиговский сельсовет                      |
| 73 | Шерстки                 | посёлок         | ↗1889     | Одошнурский сельсовет                        |
| 74 | Шимбуй                  | деревня         | ↘2        | Увийский сельсовет                           |
| 75 | Шименер                 | деревня         | ↘5        | Ошминский сельсовет                          |
| 76 | Ширта                   | деревня         | ↘115      | рабочий посёлок Пижма                        |
| 77 | Шукшум                  | деревня         | ↘5        | Ошминский сельсовет                          |
| 78 | Южный                   | посёлок         | ↗959      | Кодочиговский сельсовет                      |
| 79 | Юленурка                | деревня         | →1        | рабочий посёлок Тоншаево                     |
| 80 | Янгарка                 | деревня         | ↗1        | рабочий посёлок Пижма                        |

Упразднённые населённые пункты:
- 2004 год — поселок Михайловский и деревня Токтары Большекувербского сельсовета, деревня Крутой 2-е Ложкинского сельсовета, деревни Гражданское, Казанер, Крутобережка, Новоуспенское, Орлово, Преображенское, Судаки Одошнурского сельсовета, деревня Радюшата Ошминского сельсовета, деревни Богатыри, Мухачи Увийского сельсовета в связи с отсутствием постоянно проживающего населения[28].

## Экономика

### Промышленность
В Тоншаевском районе функционируют промышленные предприятия. Наиболее крупные из них:
- «Заветлужье»,
- Пижемский лесхоз,
- Альцевское торфопредприятие.

### Сельское хозяйство
В Тоншаевском районе ведут сельскохозяйственную деятельность сельскохозяйственные предприятия:
- СПК «Прогресс»,
- СПК «Малокаменское»,
- СПК «Кировский»,
  - «Заречное»,
  - «Луговское»,
  - «Березята»,
  - «Кувербское»,
  - «Трушков и К»,
  - «Сухоовражное».

Основная специализация сельхозпредприятий — животноводство, на долю которой приходится около 70 % валовой продукции сельского хозяйства. В общей сложности в сельском хозяйстве занято 2100 человек, что составляет 26 % от общего числа занятых в экономике района.

### Ресурсы

#### Земельные ресурсы
В Тоншаевском районе большая площадь занята лесами и сельскохозяйственными угодьями. Доля лесов составляет 73,8 %, а доля сельскохозяйственных угодий 19 % от всей площади района. Для района характерны подзолистые почвы. По механическому составу преобладают средне — суглинистые почвы.
| № п/п | Наименование земель                                       | Всего, га | В % к общей площади |
| 1     | Пашня                                                     | 33308     | 14,2                |
| 2     | Многолетние насаждения                                    | -         | -                   |
| 3     | Сенокосы                                                  | 7164      | 3,0                 |
| 4     | Пастбища                                                  | 5259      | 2,2                 |
| 5     | Итого сельхозугодий                                       | 45731     | 19,4                |
| 6     | Коллективное и индивидуальное садоводство, огородничество | 127       | 0,05                |
| 7     | Земли личных подсобных хозяйств                           | 3178      | 1,35                |
| 8     | Леса                                                      | 173655    | 73,8                |
| 9     | Кустарники                                                | 1047      | 0,4                 |
| 10    | Болота                                                    | 2321      | 1                   |
| 11    | Под водой                                                 | 962       | 0,4                 |
| 12    | Земли, находящиеся в стадии мелиоративного строительства  | -         | -                   |
| 13    | Площади, улицы, переулки                                  | 3472      | 1,5                 |
| 14    | Под строениями                                            | 767       | 0,3                 |
| 15    | Нарушенные земли                                          | 2718      | 1,2                 |
| 16    | Прочие                                                    | 1332      | 0,6                 |
|       | Всего                                                     | 235310    | 100                 |

#### Минеральные ресурсы
Полезные ископаемые района представлены залежами глины, торфа, песка, гальки, гравия. Глина встречается почти повсеместно на территории района, однако, широкого применения не находит. Песка много в долинах рек, используется он в строительной промышленности и для производства асфальта. Галька и гравий используются при строительстве дорог.
На территории района находятся богатые запасы торфа. Его мощные пласты залегают около деревень Лугов, Малого Тоншаева, Пекшика, Плашенера, посёлка Пижмы. Торф расположен на территории 1300 гектар. Длительное время торф использовался только в сельском хозяйстве, в качестве удобрений. В настоящее время разработка месторождений торфа ведётся в болотах севернее посёлка Пижмы. Здесь с 1964 года действует специализированное производство по добыче и переработке торфа — Альцевское торфопредприятие. В последнее время был освоен выпуск топливного торфа в виде различных брикетов для отопления промышленных и частных котельных.

#### Водные ресурсы
Территория района покрыта сетью мелких рек и болот. Самой большой рекой района является река Пижма, текущая в северо-восточном направлении. Значительны по длине правые притоки Пижмы: Ошма, Унжа, Нукша и левый приток Курнуж. В пределах посёлка Тоншаево средняя глубина Пижмы 1,1—1,5 метра, ширина 10—12 метров. Озёр как таковых в районе нет, но есть довольно значительные по размерам пруды. Большие пруды есть в посёлках Тоншаево и Пижма, в Ошарах, Зотове, Ромачах и Богатырях.
Всего водное пространство района занимает площадь 3283 гектара или 1,4 % ко всей площади района, в том числе реками занято 962 гектара, а болотами — остальная территория 2321 гектар. Питьевой водой район обеспечивается за счёт артезианских скважин.

#### Лесные ресурсы
Общая площадь лесов 173 600 гектар, лесистость района (отношение площади лесных земель к общей площади территории района) равна 73,8 %. Запасы древесины по основным лесообразующим породам составляют — 26 579 800 м3, в том числе хвойных пород — 6 757 600 м3 (25 %). Леса I группы занимают 26 % площади лесных земель, леса II группы — 74 %.
В возрастном отношении в Тоншаевском районе преобладают средневозрастные леса, которые занимают 50 % от всей площади покрытой лесом. Молодняк составляет 18 %, приспевающие леса — 16 %, спелые и перестойные — 14 %.

##### Особо охраняемые природные территории
На территории Тоншаевского района находятся 2 вида особо охраняемых природных территорий: государственный природный заказник и памятники природы.
Государственный природный комплексный заказник регионального значения «Пижемский», расположенный в Тоншаевском и Шахунском районах, занимает площадь 29 680,2 гектар. Заказник создан для восстановления и поддержания экологического равновесия в бассейне реки Пижмы и на окружающих территориях, для охраны типичных биоценозов южно-таежных темнохвойных лесов, верховых, переходных и низинных болот, редких видов животных и растений (беркута, большого крохаля, серого журавля, филина, большого кроншнепа, трёхпалого дятла, глухой кукушки, обыкновенной гадюки, мнемозины, махаона, ленты орденской голубой, башмачка настоящего, лобарии лёгочной, баранца обыкновенного, княженики, малины хмелелистной, жимолости Палласа и др.) и среды их обитания.
Памятников природы в Тоншаевском районе 22.
- Участки южно-таежных лесов расположены на территории Буреполомского лесничества занимаемая площадь 932,9 гектара, охранная зона 9841,1 гектар.
- Болото Озёрное общей площадью 960,5 гектар. Служит местом произрастания редких растений.
- Болото Боровушкино площадь 40,4 гектар охранная зона 161,5 гектар.
- Участок елово-пихтового леса, расположенного вблизи деревни Охтарское площадь 71,6 гектар, охранная зона 104,4 гектар. Служит местом обитания редких животных и произрастания редких растений.
- Участок елово-пихтового леса, расположенного на территории Шайгинского лесничества площадью 195,1 гектар. Служит местом обитания редких животных и произрастания редких растений.
- Болото Ломинское занимает площадь 136,8 гектар охранная зона 387,5 гектар. Служит местом произрастания редких видов растений.
- Участки пихтово-елового леса, расположенные на реке Пижма. Площадь, занимаемая лесами 590 гектар. Служит местом произрастания редких растений и обитания редких животных.
- Участок пихтово-елового леса в квадрате 118 Пижемского лесничества. Площадь 4,5 гектар. Участок типичной широкотравной рамени.
- Марийские священные рощи, являющиеся хорошо сохранившимися до нашего времени марийскими природными святилищами:
  - Дупляковская, площадь 0,5 гектар;
  - Енаевская — 0,3 гектар;
  - Кубербская — 0,4 гектар;
  - Маяковская — 1,1 гектар;
  - Одошнурская — 0,5 гектар;
  - Пеньковская Первая — 0,8 гектар;
  - Пеньковская Вторая — 0,6 гектар;
  - Селковская — 0,2 гектар;
  - Шимбуйская — 1,5 гектар;
  - Грозная — 0,4 гектар;
  - Ромачинская — 0,5 гектар (наиболее почитаемая священная роща);
- Марийские священные деревья:
  - священная липа Горинцевская — священное дерево-целитель;
  - священная липа Маяковская;
  - священная липа Ромачинская — священное дерево-целитель;
  - священная липа Большеашкатская — священное дерево-целитель.

В излучине реки Пижма в 50 километрах от посёлка Тоншаево расположена дубовая роща и залежи мореного дуба.

### Транспорт
По территории Тоншаевского района проходит электрифицированная железнодорожная линия Нижний Новгород — Киров (новое направление Транссиба), на которой в пределах района расположены четыре железнодорожных станции: Тоншаево, Пижма, Буреполом и Шерстки. Железнодорожная магистраль Шайгино — Сява разобрана в 2011 году.
Узкоколейная железная дорога Альцевского торфопредприятия — находилась в посёлке Пижма, была демонтирована в 2015 году. Пижемская узкоколейная железная дорога — находится в посёлке Пижма по состоянию на 2017 год узкоколейная железная дорога восстанавливается в сторону Унжи.

## Культура и образование
Общее число постоянных дошкольных учреждений (ДОУ) — 19, из них 7 расположено в городской местности и 12 — в сельской. Численность детей, посещающих ДОУ составила 780 человек, охват ДОУ детей в возрасте от 1 до 6 лет в городской местности 407 человек (62 %) и 248 (38 %) в сельской местности. Количество детей на 100 мест в ДОУ в городской местности — 59 и 78 — в сельской.
На территории района функционирует 1 детский дом на 40 человек.
Образовательные учреждения представлены 18 школами, из них: 6 начальных школ, 7 восьмилетних школ и 5 — средних. Общее количество учащихся в школах — 2962 человека, в том числе: в городской местности — 2012 и в сельской — 950. Действует вечерняя школа, в которой обучается 386 человек. При школах открыты 5 интернатов, из них два в сельской местности и 3 — в городской.
В районе проводит обучение Тоншаевский муниципальный образовательный центр профессиональной подготовки.
В районе функционируют учреждения дополнительного специального образования:
- центр детского творчества (туристическое краеведение, изостудия, макраме, танцевальный кружок, вязание, кружок экологии, кружок умелые руки, флорбол, ансамбль «Родничок», клуб «Братишки», клуб «Лидер»);
- детский юношеский клуб физической подготовки в пгт. Тоншаеве (футбол, аэробика, рукопашный бой, атлетическая гимнастика, лыжные гонки, зимнее многоборье, волейбол, баскетбол).

В Тоншаевской музыкальной школе дети обучаются игре на таких музыкальных инструментах как фортепиано, баян, аккордеон.
На территории района действует лагерь летнего отдыха «Соловьи».
В районе открыты филиал Нижегородского коммерческого института.
Филиал Шахунского аропромтехникума.
Культура
В Тоншаевском районе функционирует 21 клубное учреждение, 15 библиотек, районный краеведческий музей, 2 стационарные киноустановки и 5 передвижных киноустановок, 2 передвижных клубных учреждения — всего в районе 45 учреждений культуры.
На базе клубных учреждений в 2000 году работало 118 клубных формирований, в том числе 6 фольклорных коллективов, два кружка народных промыслов.
В районном доме культуры и ДК «Юбилейный» работает 5 народных коллективов.
Спорт, туризм, отдых
Спорткомплекс Тоншаевского района представлен такими видами сооружений как:
- спортивные площадки — 47 (из них в сельской местности — 26);
- футбольные поля — 9 (6 в сельской местности);
- спортивные залы — 10 (4 в сельской местности);
- лыжные базы — 1;
- стрелковые тиры — 2.

Всего в районе 33 коллектива физкультуры из них 12 — в сельской местности: в общеобразовательных школах − 12, в организациях — 20, в спортивных клубах — 1.
Численность занимающихся в секциях и группах по видам спорта, секциях, клубах и группах физкультурно-оздоровительной направленности — 2501 человек (из них в сельской местности — 952): в общеобразовательных школах — 1131, в организациях — 795, в ДЮКФП — 575.
В районе культивируются такие виды спорта как хоккей, футбол, волейбол, баскетбол, лыжные гонки, полиатлон, флорбол.
Постоянно в районе проводятся спартакиады школьников по двум группам: средние и общеобразовательные школы. Также ежегодно проходит рабочая спартакиада по 8 видам спорта.

## Лечебные учреждения
В больничный комплекс района входит две городские больницы: центральная районная больница ЦРБ на 120 коек, Пижемская больница на 75 коек и две сельских: Буреполомская больница на 25 коек и Ошминская больница на 20 коек.
Кроме стационарных медицинских учреждений в районе работают: 4 амбулаторно-поликлинических учреждений, две стоматологических поликлиники, два фельдшерско-акушерских пункта и 13 медпунктов.
Мощность амбулаторно-поликлинических учреждений:
- Тоншаевская ЦРБ- 300 посещений в смену,
- Пижемская больница — 250,
- Буреполомская больница — 70,
- Ошминская больница — 50.

Количество врачей всех специальностей в районе 37 человек, численность врачей на 10 тыс. человек населения составляет 20,1 человек (по области — 43,2), количество среднего медицинского персонала — 160 человек, его численность на 10 тыс. человек населения приходится 86,9 человека (по области этот показатель равен 104,5).

## Численность населения и конфессиональный состав
Религиозный состав
В районе основным вероисповеданием является православие. Всего в Тоншаевском районе 3 церкви (посёлок Тоншаево, посёлок Пижма, село Ошминское), три часовни (деревня Кодочиги, посёлок Буреполом, деревня Большие Ашкаты)

## История района
Древними предками жителей Тоншаевского района были марийцы, которые сохранили свой язык и культуру.
Вятское наместничество, созданное в 1780 году, получило от Казанской губернии ряд уездов, среди которых были Яранский и Царёвосанчурский. В целях увеличения доходов в казну от природных богатств новых уездов, главным образом лесов, наместничество приступило к активному заселению вятчанами этих территорий.
Недостатка в будущих переселенцах не было, при переезде крестьяне получали статус государственных. А такие крестьяне обладали наибольшими правами по сравнению с другими категориями. Местные леса и свободные земли позволяли развивать различные промыслы и заниматься сельским хозяйством.
Русское население селилось в марийских деревнях и на новых, ещё не обжитых местах. Местность вокруг деревни Тоншайково русские переселенцы стали называть Тоншаево.
Первые русские поселения: Зотово, Богатыри, Березята, Втюринское, Тоншаево, Половинное. В результате взаимодействия русских и мари происходило обрусение местного населения в деревнях Евстропово, Лазарцево, Луги, Вякшенер, Малое Тоншаево и других.
В 1795 году Армачинская волость из Яранского уезда была передана в Ветлужский уезд Костромской губернии. В самом конце XVIII века в связи с постройкой церкви появляется село Тоншаево.
В 20—30-е годы XIX века центр волости начал постепенно перемещаться из Ромачей в Тоншаево. До 1830 года территория волости делилась на три казённые вотчины: Письменерскую, Ошарскую, Ромачинскую. В 1830 году Ромачинская и Ошарская вотчины были ликвидированы, вместо них образована Тоншаевская. С 1 января 1841 года Тоншаевская и Письменерская вотчины были объединены в Государственную Тоншаевскую волость с центром в селе Тоншаеве.
С середины XIX века в Ошминском начал формироваться центр новой волости — Ошминской. В 1924 году Ошминская волость будет слита с Тоншаевской.
В конце XIX — начале XX веков Тоншаево наряду с селами Троицким, Вохмой, Печенкиным и Шангским Городищем становится одним из торговых и административных центров Ветлужского уезда.
Хорошие урожаи, развитые промыслы, удобное транспортное расположение (дорога Ветлуга-Яранск) делали Тоншаево торговым центром восточной части уезда. Медицинское обслуживание населения и состояние школьного дела в Тоншаевской волости с середины XIX века было одно из лучших в Ветлужском уезде.
С пуском в строй железной дороги Нижний Новгород — Котельнич и изменением в 1920-е годы социально-экономических условий, Тоншаево в 1929 году становится рядовым районным центром.
Основным занятием населения района было земледелие. Землю пахали сохой, сеяли разбросным способом. Из удобрений применялся только навоз, долгое время сохранялся трёхпольный севооборот, в ряде деревень — вплоть до 1930-х годов.
Население занималось разными видами промыслов, так или иначе все они были связаны с лесом и его переработкой. Во второй половине XIX века в Ветлужском уезде большое распространение получили дегтярные и смолокуренные заводы, которые десятками строились в здешних лесах.
Занимались рогожным промыслом.
Существенный доход во все времена крестьянам приносило пчеловодство. В лесных районах особое распространение получило самое трудоемкое колодное и бортное пчеловодство.
С давних пор в Ветлужском уезде рубили и сплавляли по рекам сосну, ель, пихту. Особенно бурно лесоповалом стали заниматься в 70-е годы XIX века. Массовое строительство и развивающаяся промышленность требовали всё больше и больше строевого леса и топлива. В 80-е годы XIX века в Ветлужском уезде был развит и приносил стабильный заработок крестьянам токарный промысел. Промыслы, связанные с переработкой сельхозпродукции, в крае были слабо развиты. Население деревни Ложкино изготовляло мыло, в Якро-Устье делали масло. Занимались также валяльно-катальным промыслом.
Предметы повседневного быта, посуду, одежду, обувь, кирпич для построек и металлопродукцию тоншаевским крестьянам давало занятие гончарным, портняжным, сапожным, кирпичным и кузнечным промыслами.